# Neil Patrick Harris
Neil Patrick Harris (* 15. června 1973 Albuquerque, Nové Mexiko) je americký herec, zpěvák a režisér.
K významným rolím v jeho kariéře patří úloha v seriálu Doogie Howser, M.D. (1989–1993) a role sukničkáře Barneyho Stinsona v seriálu Jak jsem poznal vaši matku (2005–2014). Hrál sám sebe ve filmové sérii Zahulíme, uvidíme (2004), Zahulíme, uvidíme 2 (2008) a Zahulíme, uvidíme 3 (2011) a také si zahrál titulní roli v internetové muzikálové minisérii Dr. Horrible's Sing-Along Blog Josse Whedona (2008).

## Životopis
Narodil se v Albuquerque v Novém Mexiku, vyrůstal ve městě Ruidoso (také v Novém Mexiku). Jeho rodiče, Sheila a Ron, byli oba právníci, kteří vlastnili restauraci, k jeho budoucímu povolání nikterak neměli velký vztah. Má staršího bratra Briana, díky kterému ve čtvrté třídě začal hrát divadlo – jako Toto se objevil ve školní hře Čaroděj ze země Oz. Střední školu si sám vybral, šlo o La Cueva High School v Albuquerque, ve které se aktivně účastnil školních her a muzikálů. Školu úspěšně ukončil s vyznamenáním roku 1991.

## Kariéra
Svoji kariéru zahájil už jako dětský herec, kterého objevil autor divadelních her Mark Medoff ve hře Drama Camp v Las Cruces. Medoff ho roku 1988 obsadil do filmu Claras's Heart, dramatu s Whoopi Goldbergovou napsaném podle stejnojmenného románu Josepha Olshana, za které získal nominaci na Zlatý glóbus. V témže roce zazářil v dětském fantasy filmu Purple People Eater. Následující rok získal hlavní roli v seriálu Doogie Howser, M.D. (1989), za kterou opět získal nominaci na Zlatý glóbus. Poté, co Doogie Howser, M.D. v roce 1993 po čtyřech sériích skončil, hrál mnoho rolí v televizních pořadech a v roce 1995 měl poprvé možnost účinkovat v šokujícím filmu Animal Room, který se však příliš neujal. Od té doby jeho filmová kariéra zahrnovala pouze vedlejší role ve snímcích Hvězdná pěchota (1997), Příští správná věc (2000) a Bratrstvo černé pracky (2002). Ve filmové sérii Harold & Kumar (Zahulíme, uvidíme (2004), Zahulíme, uvidíme 2 (2008) a Zahulíme, uvidíme 3 (2011)) hrál drogově poblázněnou verzi sebe sama.
V letech 1999–2000 hrál s Tonym Shalhoubem v sitcomu Stark Raving Mad, který měl 22 epizod. Také se ujal hlavních nebo vedlejších rolí v několika televizních filmech: Snowbound: The Jim and Jennifer Stolpa Story (1994), Moje Antonie (1995), A Christmas Wish (1998), Johanka z Arku (1999), Svatební šaty (2001) a The Christmas Blessing (2005).
Na Broadwayi ztvárnil hudební i dramatické role. V roce 2001 se představil jako Tobias Ragg v muzikálu Sweeney Todd. Roku 2002 se objevil na Broadwayi po boku Anne Heche ve hře Proof. O rok později přijal roli Emcee ve hře Cabaret, kde hrál spolu s Deborah Gibsonovou a Tomem Bosleyem. V roce 2004 si zahrál dvojroli Baladeera a Leeho H. Oswalda na Broadwayi v kontroverzním muzikálu Assassins skladatele Stephena Sondheima.
V letech 2005–2014 hrál v televizním sitcomu Jak jsem poznal vaši matku postavu Barneyho Stinsona, nenapravitelného, bohatého a zásadového sukničkáře. Tato role mu zajistila v letech 2007–2010 nominace na cenu Emmy za nejlepšího mužského herce ve vedlejší roli v komediálních seriálech.
Roku 2007 spolupracoval s Mikem Nelsonem v audioprodukci pro RiffTrax. V roce 2008 hrál v internetové muzikálové minisérii Dr. Horrible's Sing-Along Blog hlavní postavu Dr. Horribla.
Dne 26. dubna 2009 obdržel cenu na sedmém ročníku TV Land Awards. Od 15. září 2011 má svou hvězdu na Hollywoodském chodníku slávy.
Harrise si opakovaně vybírají pořadatelé významných společenských událostí jako moderátora. V letech 2009 a 2013 uváděl předávání cen Emmy, čtyřikrát předávání cen Tony (za což byl také čtyřikrát odměněn cenou Emmy) a v roce 2015 moderoval také slavnostní večer cen Akademie.

## Osobní život

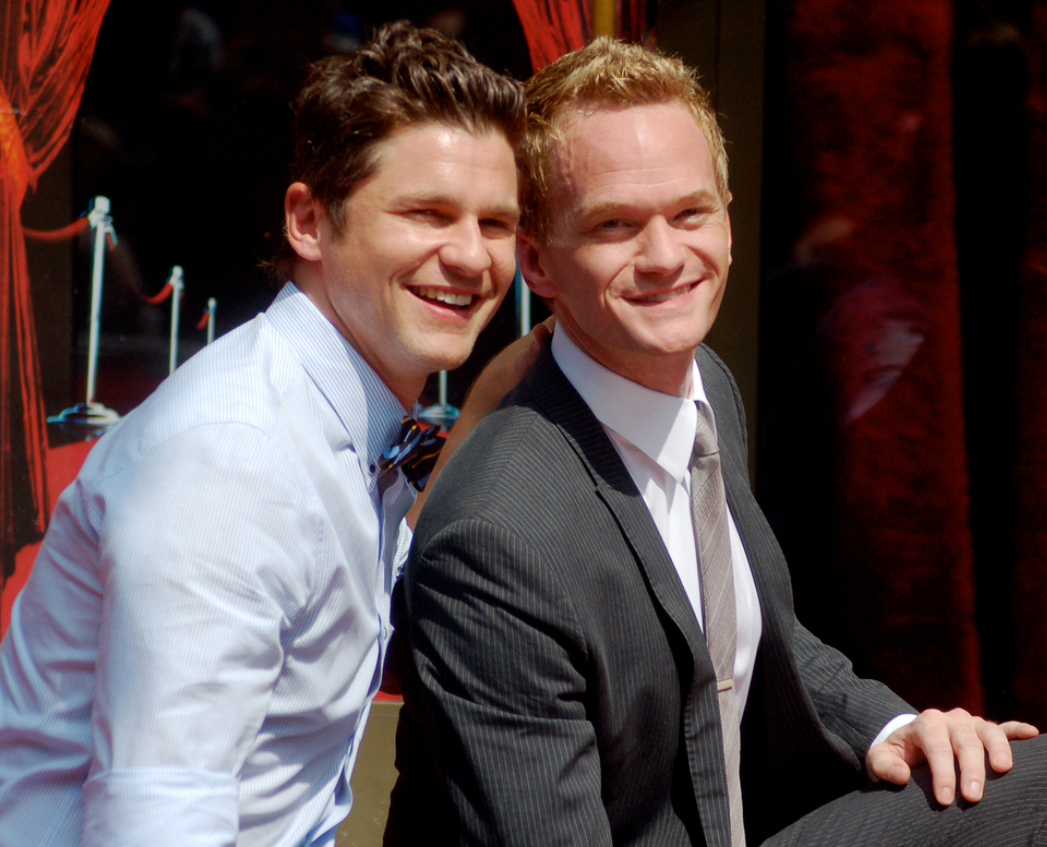
Harris s Davidem Burtkou v září 2011

V roce 2006, poté, co se na internetu objevila zpráva o jeho romantickém vztahu s hercem Davidem Burtkou, vystoupil v magazínu People s veřejným coming outem. Je otevřený gay, a to jak v osobním životě, tak i v divadelní společnosti, ale jak uvedl: „Veřejnost byla ke mně vždy laskavá a až do nedávna jsem byl schopný žít pěkný normální život. Teď se zdá, že vzrostl zájem o můj osobní život a vztahy. Takže spíše než ignorovat ty, kteří zveřejňují jejich názory, aniž by ve skutečnosti se mnou někdy mluvili, se snažím vesele rozptylovat jakékoliv špatné názory a jsem docela hrdý na to, že jsem gay, žijící svůj život naplno a cítím se velmi šťastně, když mohu pracovat s báječnými lidmi v práci, kterou miluji.“
Harris a Burtka se spolu poprvé veřejně objevili jako pár na předávání cen Emmy v září 2007. Jsou spolu od roku 2004. Harris označil Burtku za „svoji lepší půlku“ a „úžasného kuchaře“. Společně také vychovávají své dvě děti, dvojčata – syna Gideona Scotta a dceru Harper Grace, které jim roku 2010 porodila náhradní matka. Roku 2011, po přijetí zákona umožňujícího stejnopohlavní manželství v New Yorku, ohlásil pár chystanou svatbu. Dne 6. září 2014 uzavřeli sňatek s obřadem v Itálii, v úzkém kruhu přátel a rodiny.
Je fanouškem magie, stejně jako jeho postava v seriálu Jak jsem poznal vaši matku. Působil jako předseda správní rady hollywodského klubu kouzelníků Magic Castle. V roce 2006 vyhrál také cenu Tannen's Magic Louis Award a 11. října 2008 se zúčastnil World Magic Awards.
Kontakt s fanoušky udržuje pomocí sociální sítě Twitter.

## Filmografie

### Film
| Rok  | Název                                   | Role                            | Poznámky |
| ---- | --------------------------------------- | ------------------------------- | -------- |
| 1988 | Klářino srdce                           | David Hart                      |          |
| 1988 | Fialový návštěvník                      | Billy Johnson                   |          |
| 1995 | Animal Room                             | Arnold Mosk                     |          |
| 1997 | Hvězdná pěchota                         | Carl Jenkins                    |          |
| 1998 | Zakázaná touha                          | Roger Martin                    |          |
| 2000 | Příští správná věc                      | David                           |          |
| 2002 | The Mesmerist                           | Benjamin                        |          |
| 2002 | Bratrstvo černé pracky                  | Lance                           |          |
| 2004 | Zahulíme, uvidíme                       | sám sebe                        |          |
| 2005 | The Golden Blaze                        | majitel komiksového obchodu     |          |
| 2008 | Zahulíme, uvidíme 2                     | sám sebe                        |          |
| 2008 | Beyond All Boundaries                   | David Hettema (hlas)            | dokument |
| 2008 | Liga spravedlivých: Nová hranice        | Barry Allen / The Flash (hlas)  |          |
| 2009 | Zataženo, občas trakaře                 | opice Steve (hlas)              |          |
| 2010 | Jako kočky a psi: Pomsta prohnané Kitty | bígl Lou (hlas)                 |          |
| 2010 | The Best and the Brightest              | Jeff                            |          |
| 2010 | Batman vs. Red Hood                     | Dick Grayson / Nightwing (hlas) |          |
| 2011 | Netvor                                  | Will Fratalli                   |          |
| 2011 | Šmoulové                                | Patrick Winslow                 |          |
| 2011 | Zahulíme, uvidíme 3                     | sám sebe                        |          |
| 2011 | Mupeti                                  | sám sebe                        |          |
| 2012 | Prci, prci, prcičky: Školní sraz        | moderátor taneční soutěže       |          |
| 2013 | Šmoulové 2                              | Patrick Winslow                 |          |
| 2013 | Zataženo, občas trakaře 2               | opice Steve (hlas)              |          |
| 2014 | Všechny cesty vedou do hrobu            | Foy                             |          |
| 2014 | Zmizelá                                 | Desi Collings                   |          |
| 2017 | Zmenšování                              | Jeff Lonowski                   |          |
| TBA  | Spinning Gold                           | Bill Aucoin                     |          |

### Televize
| Rok       | Název                                         | Role                              | Poznámky                                    |
| --------- | --------------------------------------------- | --------------------------------- | ------------------------------------------- |
| 1988      | Vražedné svádění                              | Danny Harland                     | TV film                                     |
| 1989      | B.L. Stryker                                  | Buder Campbell                    | díl: „Blues for Buder“                      |
| 1989      | Stalo se v Cold Sassy                         | Will Tweedy / vypravěč            | TV film                                     |
| 1989      | Teplo rodinného kruhu                         | Lonnie Tibbits                    | TV film                                     |
| 1989–1993 | Doogie Howser, M.D.                           | Douglas „Doogie“ Howser           | 97 dílů                                     |
| 1990      | The Earth Day Special                         | Doogie Howser                     | TV film                                     |
| 1991      | Cizinec mezi svými                            | Steve Thompson                    | TV film                                     |
| 1991      | Blossom                                       | Derek Slade                       | díl: „Blossom – A Rockumentary“             |
| 1991      | Simpsonovi                                    | sám sebe jako Bart Simpson (hlas) | díl: „Bart vrahem“                          |
| 1992      | Roseanne                                      | dr. Doogie Howser                 | díl: „Less Is More“                         |
| 1992      | Captain Planet and the Planeteers             | Todd Andrews (hlas)               | díl: „A Formula for Hate“                   |
| 1992      | Myši z Bílého domu                            | Max (hlas)                        | 13 dílů                                     |
| 1993      | Quantum Leap                                  | Mike Hammond                      | díl: „Return of the Evil Leaper“            |
| 1993      | To je vražda, napsala                         | Tommy Remsen                      | díl: „Lone Witness“                         |
| 1993      | Záchvat zuřivosti                             | Brian Hannigan                    | TV film                                     |
| 1994      | Snowbound: The Jim and Jennifer Stolpa Story  | Jim Stolpa                        | TV film                                     |
| 1995      | Muž v podkroví                                | Edward Broder                     | TV film                                     |
| 1995      | Nevinný syn                                   | Paul Kenneth Keller               | TV film                                     |
| 1995      | Moje Antonie                                  | Jimmy Burden                      | TV film                                     |
| 1995      | Dědictví hříchu                               | William Coit                      | TV film                                     |
| 1996      | Krajní meze                                   | Howie Morrison                    | díl: „Zevnitř“                              |
| 1997      | Zločin v ulicích                              | Alan Schack                       | díl: „Valentine's Day“                      |
| 1998      | Vánoční přání                                 | Will Martin                       | TV film                                     |
| 1999      | Johanka z Arku                                | The Dauphin                       | 2 díly                                      |
| 1999–2000 | Stark Raving Mad                              | Henry McNeeley                    | 22 dílů                                     |
| 2000      | Will a Grace                                  | Bill                              | díl: „Dámy, dejte si pauzu"“                |
| 2001      | Static Shock                                  | Johnny Morrow / Replay (hlas)     | díl: „Replay“                               |
| 2001      | Syn pláže                                     | Loverboy                          | díl: „Queefer Madness“                      |
| 2001      | As Told by Ginger                             | Ned (hlas)                        | díl: „Season of Caprice“                    |
| 2001      | The Legend of Tarzan                          | Moyo (hlas)                       | díl: „Tarzan and the Challenger“            |
| 2001      | Ed                                            | Joe Baxter                        | díl: „Replacements“                         |
| 2001      | Svatební šaty                                 | Travis Cleveland                  | TV film                                     |
| 2002      | Touched by an Angel                           | Jonas                             | díl: „The Princeless Bride“                 |
| 2002      | Liga spravedlivých                            | Ray Thompson (hlas)               | 2 díly                                      |
| 2003      | Vzkvétající město                             | Peter Corman                      | díl: „Monster's Brawl“                      |
| 2003      | Spiderman                                     | Peter Parker / Spider-Man (hlas)  | 13 dílů                                     |
| 2004      | Zákon a pořádek: Zločinné úmysly              | John Tagman                       | díl: „Potřeba“                              |
| 2005      | Vražedná čísla                                | Ethan Burdick                     | díl: „Základní okruh podezřelých“           |
| 2005      | Jack & Bobby                                  | profesor Preston Phelps           | díl: „Querida Grace“                        |
| 2005      | The Christmas Blessing                        | Nathan Andrews                    | TV film                                     |
| 2005–2014 | Jak jsem poznal vaši matku                    | Barney Stinson                    | 208 dílů, také režisér (díl: „Jenkins“)     |
| 2006      | Já, Eloise                                    | (hlas)                            | díl: „Eloise Goes to School“                |
| 2007–2009 | Griffinovi                                    | Barney Stinson (hlas)             | 2 díly                                      |
| 2008      | Sezame, otevři se                             | The Fairy Shoeperson              | díl: „Telly's New Shoes“                    |
| 2009      | Saturday Night Live                           | sám sebe                          | díl: Neil Patrick Harris/Taylor Swift       |
| 2009      | Batman: Odvážný hrdina                        | The Music Meister (hlas)          | díl: „Mayhem of the Music Meister!“         |
| 2009      | Carrie Underwood: An All-Star Holiday Special | Ace (hlas)                        | TV film                                     |
| 2009–2012 | Robot Chicken                                 | různé role (hlas)                 | 3 díly                                      |
| 2009      | Yes, Virginia                                 | dr. Philip O'Hanlon (hlas)        | TV speciál                                  |
| 2010      | Glee                                          | Bryan Ryan                        | díl: „Sni dál“                              |
| 2010–2015 | Tučňáci z Madagaskaru                         | dr. Blowhole (hlas)               | 3 díly                                      |
| 2011      | Brain Games                                   | vypravěč (hlas)                   | 3 díly                                      |
| 2011–2013 | Čas na dobrodružství                          | Prince Gumball (hlas)             | 2 episodes                                  |
| 2015      | American Horror Story: Freak Show             | Chester Creb                      | 2 díly                                      |
| 2015      | Best Time Ever with Neil Patrick Harris       | sám sebe/moderátor                | 8 dílů, také scenárista a výkonný producent |
| 2017–2019 | A Series of Unfortunate Events                | Count Olaf                        | 25 dílů, hlavní role, také producent        |
| 2017      | Mystery Science Theater 3000                  | Neville LaRoy                     | díl: „Avalanche“                            |
| 2017      | At Home with Amy Sedaris                      | sám sebe                          | díl: „Holidays“                             |
| 2018      | Genius Junior                                 | sám sebe/moderátor                | 10 dílů, také výkonný producent             |
| TBA       | Boys                                          |                                   |                                             |

### Internet
| Rok       | Název                          | Role                 | Poznámky                                            |
| --------- | ------------------------------ | -------------------- | --------------------------------------------------- |
| 2008      | Dr. Horrible's Sing-Along Blog | Dr. Horrible / Billy | 3 díly                                              |
| 2008      | Prop 8: The Musical            | velmi chytrý kolega  | krátkometrážní film                                 |
| 2012–2013 | Neil's Puppet Dreams           | Neil Patrick Harris  | 7 dílů, také tvůrce, scenárista a výkonný producent |

### Divadlo
- Rent (1997)
- Romeo a Juliet (1998)
- Sweeney Todd (2001)
- Proof (2002)
- Kabaret (2003)
- Assassins (2004)
- Tick, tick… BOOM! (2005)
- All My Sons (2006)
- Amadeus (2006)
- Company (2011)
- A Snow White Christmas (2011)

## Ceny a nominace
| Rok       | Ocenění                | Výsledek  | Název pořadu                     |
| --------- | ---------------------- | --------- | -------------------------------- |
| 1989      | Young Artist Award     | Nominován | Klářino srdce                    |
| 1989      | Zlatý glóbus           | Nominován | Klářino srdce                    |
| 1990      | Young Artist Award     | Vyhrál    | Doogie Howser, M.D.              |
| 1990      | People's Choice Award  | Vyhrál    | Doogie Howser, M.D.              |
| 1991      | Young Artist Award     | Vyhrál    | Doogie Howser, M.D.              |
| 1992      | Young Artist Award     | Vyhrál    | Doogie Howser, M.D.              |
| 1992      | Zlatý glóbus           | Nominován | Doogie Howser, M.D.              |
| 2007      | Teen Choice Award      | Nominován | Jak jsem poznal vaši matku       |
| 2007      | Cena Emmy              | Nominován | Jak jsem poznal vaši matku       |
| 2008      | People's Choice Award  | Nominován | Jak jsem poznal vaši matku       |
| 2008      | Cena Emmy              | Nominován | Jak jsem poznal vaši matku       |
| 2009      | Zlatý glóbus           | Nominován | Jak jsem poznal vaši matku       |
| 2009      | Cena Emmy              | Nominován | Jak jsem poznal vaši matku       |
| 2009      | Bravo A-List Award     | Vyhrál    |                                  |
| 2009      | Streamy Award          | Vyhrál    | Dr. Horrible's Sing-Along Blog   |
| 2010      | Zlatý glóbus           | Nominován | Jak jsem poznal vaši matku       |
| 2009–2010 | Golden Icon Award      | Vyhrál    | Jak jsem poznal vaši matku       |
| 2010      | Cena Emmy              | Nominován | Jak jsem poznal vaši matku       |
| 2010      | Cena Emmy              | Vyhrál    | Glee (ep. „Sni dál“)             |
| 2010      | Cena Emmy              | Vyhrál    | moderování cen Tony              |
| 2010      | Spike Video Game Award | Vyhrál    | Spider-Man: Shattered Dimensions |
| 2011      | People's Choice Award  | Vyhrál    | Jak jsem poznal vaši matku       |
| 2012      | People's Choice Award  | Vyhrál    | Jak jsem poznal vaši matku       |